# Las Garzas, Michoacán de Ocampo
Las Garzas är en ort i Mexiko.   Den ligger i kommunen Morelia och delstaten Michoacán de Ocampo, i den södra delen av landet, 230 km väster om huvudstaden Mexico City. Las Garzas ligger 1 965 meter över havet och antalet invånare är 346.
Terrängen runt Las Garzas är varierad. Runt Las Garzas är det tätbefolkat, med 493 invånare per kvadratkilometer. Närmaste större samhälle är Morelia, 13,2 km öster om Las Garzas. I omgivningarna runt Las Garzas växer huvudsakligen savannskog.